# قائمة أطول الزعماء الوطنيين غير الملكيين حكما الحاكمين حاليا
إن هذه القائمة التي تتألف من الزعماء الوطنيين غير الملكيين الحاليين الأطول حكماً هي قائمة بأطول رؤساء دول قومية أو حكومات وطنية بقاء في الحكم الذين يعيشون حالياً، باستثناء الملوك، الذين خدموا عشرة أعوام أو أكثر، والذين تم فرزهم حسب طول مدة ولايتهم. ويصنف رؤساء الدول ذات السيادة المعترف بها عموماً من حيث العدد، في حين أن رؤساء الدول ذات السيادة ذات الاعتراف الدولي المحدود مدرجون بخط مائل ولا يُمنحون رتبة مرقمة.
والأفراد الذين ترد أسماؤهم في القائمة ليسوا دائماً أقوى شخصية في الحكومة الوطنية في بلادهم. وبعضها كان أو ما زال أقوى الشخصيات في الحكومة الوطنية لبلده ولكن ليس بالضرورة باستمرار طوال الفترة الزمنية المذكورة. وقد شغل بعضهم أكثر من منصب قيادي وطني: الرئاسة، أو رئاسة الوزراء، أو بعض التسميات الأخرى التي تعني ضمناً أو يعتقد على نطاق واسع أنها تمنح قيادة وطنية. وعندما يكون هناك أكثر من منصب من هذا القبيل في بلد ما، قد يكون هناك عدم يقين بشأن أي عضو في الحكومة الوطنية يتمتع بالفعل بالسلطة النهائية. ولذلك، تجمع هذه القائمة بين جميع المناصب الوطنية التي يشغلها كل قائد بمفرده في نفس الوقت أو على التوالي.
| مرتبة | صورة | الاسم                             | العمر | البلد                   | المنصب                                      | بدأت فترة الولاية | طول مدة الولاية    |
| ----- | ---- | --------------------------------- | ----- | ----------------------- | ------------------------------------------- | --- | ------------------ |
| 1.    |      | بول بيا                           | 92    | الكاميرون               | رئيس الوزراء، ثم الرئيس                     | 30 يونيو 1975 | 50 سنوات و4 أيام   |
| 2.    |      | تيودورو أوبيانغ                   | 83    | غينيا الاستوائية        | الرئيس                                      | 3 أغسطس 1979 | 45 سنوات و335 أيام |
| 3.    |      | علي خامنئي                        | 86    | إيران                   | الرئيس، ثم القائد الأعلى                    | 13 أكتوبر 1981 | 43 سنوات و264 أيام |
| 4.    |      | ديني ساسو نغيسو                   | 81    | جمهورية الكونغو         | الرئيس                                      | 8 فبراير 1979 – 31 أغسطس 1992 (المرة الأولى) 25 أكتوبر 1997 – حتى الآن (المرة الثانية) | 41 سنوات و92 أيام  |
| 5.    |      | يوري موسفني                       | 80    | أوغندا                  | الرئيس                                      | 26 يناير 1986 | 39 سنوات و159 أيام |
| 6.    |      | إمام علي رحمن                     | 72    | طاجيكستان               | بحكم الأمر الواقع رئيس الدولة، ثم الرئيس    | 19 نوفمبر 1992 | 32 سنوات و227 أيام |
| 7.    |      | أسياس أفورقي                      | 79    | إريتريا                 | الرئيس                                      | 24 مايو 1993 | 32 سنوات و41 أيام  |
| 8.    |      | بول كاغامه                        | 67    | رواندا                  | رئيس الدولة بالنيابة، ثم الرئيس             | 19 يوليو 1994 | 30 سنوات و350 أيام |
| 9.    |      | ألكسندر لوكاشينكو                 | 70    | بيلاروس                 | الرئيس                                      | 20 يوليو 1994 | 30 سنوات و349 أيام |
| 11.   |      | تويليبا أيونو سايليلي مالييليغاوي | 80    | ساموا                   | رئيس الوزراء                                | 23 نوفمبر 1998 | 26 سنوات و223 أيام |
| 12.   |      | إسماعيل عمر جيلي                  | 77    | جيبوتي                  | الرئيس                                      | 8 مايو 1999 | 26 سنوات و57 أيام  |
| 13.   |      | فلاديمير بوتين                    | 72    | روسيا                   | رئيس الوزراء، ثم الرئيس                     | 9 أغسطس 1999 – 7 مايو 2000 (الولاية الأولى كرئيس للوزراء) 8 مايو 2000 – 7 مايو 2008 (الولايتين الأولى والثانية كرئيس) 8 مايو 2008 – 7 مايو 2012 (الولاية الثانية كرئيس للوزراء) 7 مايو 2012 – حتى الآن (الولايتين الثالثة والرابعة كرئيس)          | 25 سنوات و329 أيام |
| 14.   |      | كيث ميتشيل                        | 78    | غرينادا                 | رئيس الوزراء                                | 22 يونيو 1995 – 9 يوليو 2008 (المرة الأولى) 20 فبراير 2013 – حتى الآن (المرة الثانية) | 25 سنوات و151 أيام |
| 15.   |      | هاكه كينكوب                       | 83    | ناميبيا                 | رئيس الوزراء، ثم الرئيس                     | 21 مارس 1990 – 28 أغسطس 2002 (المرة الأولى) 4 ديسمبر 2012 – حتى الآن (المرة الثانية) | 25 سنوات و7 أيام   |
| 16.   |      | بشار الأسد                        | 59    | سوريا                   | الرئيس                                      | 17 يوليو 2000 | 24 سنوات و352 أيام |
| 17.   |      | رالف غونسالفيس                    | 78    | سانت فينسنت والغرينادين | رئيس الوزراء                                | 29 مارس 2001 | 24 سنوات و97 أيام  |
| 18.   |      | رجب طيب أردوغان                   | 71    | تركيا                   | رئيس الوزراء، ثم الرئيس                     | 14 مارس 2003 | 22 سنوات و112 أيام |
| 19.   |      | إلهام علييف                       | 63    | أذربيجان                | رئيس الوزراء، ثم الرئيس                     | 4 أغسطس 2003 | 21 سنوات و334 أيام |
| 20.   |      | شوكت ميرضيايف                     | 67    | أوزبكستان               | رئيس الوزراء، ثم الرئيس                     | 12 ديسمبر 2003 | 21 سنوات و204 أيام |
| 21.   |      | شيخة حسينة واجد                   | 77    | بنغلاديش                | رئيس الوزراء                                | 23 يونيو 1996 – 15 يوليو 2001 (المرة الأولى) 6 يناير 2009 – حتى الآن (المرة الثانية) | 21 سنوات و201 أيام |
| 22.   |      | روزفلت سكريت                      | 53    | دومينيكا                | رئيس الوزراء                                | 8 يناير 2004 | 21 سنوات و177 أيام |
| 23.   |      | محمود عباس                        | 89    | دولة فلسطين             | رئيس الوزراء، ثم الرئيس                     | 19 مارس 2003 – 6 سبتمبر 2003 (المرة الأولى) 15 يناير 2005 – حتى الآن (المرة الثانية) | 20 سنوات و341 أيام |
| 24.   |      | لي هسين لونغ                      | 73    | سنغافورة                | رئيس الوزراء                                | 12 أغسطس 2004 | 20 سنوات و326 أيام |
| 25.   |      | تومي رمنجساو                      | 69    | بالاو                   | الرئيس                                      | 1 يناير 2001 – 15 يناير 2009 (المرة الأولى) 17 يناير 2013 – حتى الآن (المرة الثانية) | 20 سنوات و182 أيام |
| 26.   |      | فور غناسينغبي                     | 59    | توغو                    | الرئيس                                      | 5 فبراير 2005 – 25 فبراير 2005 (المرة الأولى) 4 مايو 2005 – حتى الآن (المرة الثانية) | 20 سنوات و81 أيام  |
| 27.   |      | فيكتور أوربان                     | 62    | المجر                   | رشيس الوزراء                                | 6 يوليو 1998 – 27 مايو 2002 (المرة الأولى) 29 مايو 2010 – حتى الآن (المرة الثانية) | 18 سنوات و361 أيام |
| 29.   |      | الحسن واتارا                      | 83    | ساحل العاج              | رئيس الوزراء، ثم الرئيس                     | 7 نوفمبر 1990 – 9 ديسمبر 1993 (المرة الأولى) 4 ديسمبر 2010 – حتى الآن (المرة الثانية) | 17 سنوات و244 أيام |
| 30.   |      | ماهيندا راجاباكشا                 | 79    | سريلانكا                | رئيس الوزراء                                | 6 أبريل 2004 – 19 نوفمبر 2005 (الولاية الأولى كرئيس للوزراء) 19 نوفمبر 2005 – 9 يناير 2015 (فترة الرئاسة) 26 أكتوبر 2018 – 15 ديسمبر 2018 (الولاية الثانية المتنازع عليها كرئيس للوزراء) 21 نوفمبر 2019 – حتى الآن (الولاية الثالثة كرئيس للوزراء) | 16 سنوات و188 أيام |
| 31.   |      | أولي ماورر                        | 74    | سويسرا                  | عضو المجلس الاتحادي، الرئيس السابق          | 1 يناير 2009 | 16 سنوات و184 أيام |
| 32.   |      | ماكي سال                          | 63    | السنغال                 | رئيس الوزراء، ثم الرئيس                     | 21 أبريل 2004 – 19 يونيو 2007 (المرة الأولى) 2 أبريل 2012 – حتى الآن (المرة الثانية) | 16 سنوات و152 أيام |
| 34.   |      | غزالي عثماني                      | 66    | جزر القمر               | الرئيس                                      | 30 أبريل 1999 – 21 يناير 2002 (المرة الأولى) 6 مايو 2002 – 26 مايو 2006 (المرة الثانية) 26 مايو 2016 – حتى الآن (المرة الثالثة) | 15 سنوات و325 أيام |
| 35.   |      | بوروت باهور                       | 61    | سلوفينيا                | رئيس الوزراء، ثم الرئيس                     | 21 نوفمبر 2008 – 10 فبراير 2012 (المرة الأولى) 22 ديسمبر 2012 – حتى الآن (المرة الثانية) | 15 سنوات و275 أيام |
| 36.   |      | علي بونغو أونديمبا                | 66    | الغابون                 | الرئيس                                      | 16 أكتوبر 2009 | 15 سنوات و261 أيام |
| –     |      | أرايك هاروتيونيان                 | 51    | أرتساخ                  | رئيس الوزراء، ثم الرئيس                     | 14 سبتمبر 2007 – 25 سبتمبر 2017 (المرة الأولى) 21 مايو 2020 – حتى الآن (المرة الثانية) | 15 سنوات و55 أيام  |
| 37.   |      | مارك روته                         | 58    | هولندا                  | رئيس الوزراء                                | 14 أكتوبر 2010 | 14 سنوات و263 أيام |
| 38.   |      | سيمونيتا سوماروغا                 | 65    | Switzerland             | Federal Council Member, currently President | 1 نوفمبر 2010 | 14 سنوات و245 أيام |
| 39.   |      | نغوين فو ترونغ                    | 81    | فيتنام                  | General Secretary and President             | 19 يناير 2011 | 14 سنوات و166 أيام |
| 40.   |      | ميلو جوكانوفيتش                   | 63    | الجبل الأسود            | رئيس الوزراء، ثم الرئيس                     | 3 يونيو 2006 – 10 نوفمبر 2006 (1st term as Prime Minister) 29 فبراير 2008 – 29 ديسمبر 2010 (2nd term as Prime Minister) 4 ديسمبر 2012 – 29 نوفمبر 2016 (3rd term as Prime Minister) 20 مايو 2018 – حتى الآن (Term as President)                    | 14 سنوات و140 أيام |
| 41.   |      | مايكل دانييل هيجينز               | 84    | أيرلندا                 | الرئيس                                      | 11 نوفمبر 2011 | 13 سنوات و235 أيام |

## الحواشي
1. ↑  Was Prime Minister of Cameroon  [لغات أخرى]‏ from 30 June 1975 to 6 November 1982
2. ↑  Was Chairman of the رئيس غينيا الاستوائية of Equatorial Guinea from 3 August 1979 to 12 October 1982
3. ↑  Was قائمة رؤساء إيران from 13 October 1981 to 2 August 1989, leaving the presidency close to two months after becoming Supreme Leader. Was approved as Supreme Leader of Iran by the مجلس خبراء القيادة and sworn in on 4 June 1989, shortly after the death of the founder of this الشيعة Islamic republic, روح الله الخميني.
4. ↑  Was previously قائمة رؤساء جمهورية الكونغو from 8 February 1979 to 31 August 1992, when the country was a نظام الحزب الواحد known as the جمهورية الكونغو الشعبية
5. ↑  Was Chairman of the Supreme Assembly  [لغات أخرى]‏ (Speaker of Parliament) of Tajikistan – de facto head of state – from 19 November 1992 to 16 November 1994
6. ↑  Was Secretary-General of the تاريخ إريتريا from 27 April 1991 to 24 May 1993, when Eritrea declared independence from إثيوبيا.
7. ↑  Was the Vice President  [لغات أخرى]‏ of Rwanda and Commander in Chief of the Rwandan Patriotic Army [الإنجليزية] while he was the رئيس رواندا from 19 July 1994 to 22 April 2000.
8. ↑  Was قائمة رؤساء وزراء روسيا from 9 August 1999 to 7 May 2000 and رؤساء روسيا from 31 December 1999 to 7 May 2000; then President of Russia from 7 May 2000 to 7 May 2008; then Prime Minister again from 8 May 2008 to 7 May 2012.
9. ↑  Was رئيس وزراء ناميبيا [الإنجليزية] from 21 March 1990 to 28 August 2002 and 4 December 2012 to 21 March 2015
10. ↑  كان رئيس وزراء تركيا من 14 مارس 2003 إلى 28 أغسطس 2014
11. ↑  كان رئيسا لأذربيجان بالنيابة في الفترة من 6 أغسطس 2003 إلى 31 أكتوبر 2003
12. ↑  كان رئيس وزراء أوزبكستان من 12 ديسمبر 2003 إلى 14 ديسمبر 2016، و‌الرئيس بالنيابة من 8 سبتمبر 2016 إلى 14 ديسمبر 2016.
13. ↑  كان رئيس وزراء السلطة الوطنية الفلسطينية من 19 مارس 2003 إلى 6 سبتمبر 2003
14. ↑  Was President of Togo from 5 February 2005 to 25 February 2005, when it was disputed whether he had inherited the presidency from his deceased father, غناسينغبي إياديما.
15. ↑  Was قائمة رؤساء وزراء ساحل العاج from 7 November 1990 to 9 December 1993. The قائمة رؤساء ساحل العاج was disputed between Ouattara and لوران غباغبو from 4 December 2010 to 11 April 2011.
16. ↑  Was Prime Minister of Sri Lanka from 6 April 2004 to 19 November 2005, رئيس سريلانكا from 19 November 2005 to 9 January 2015, then the أزمة سريلانكا الدستورية 2018 (with رانيل ويكريمسينغه) from 26 October 2018 to 15 December 2018.
17. ↑  وكان منصب رئيس الوزراء موضع خلاف بين ماهيندا راجاباكسا ورانيل ويكرمسينغه في الفترة من 26 أكتوبر 2018 إلى 15 ديسمبر 2018.
18. ↑  The المجلس الفدرالي السويسري is a collective seven-member head of state. Maurer previously served as chairperson of the Federal Council, i.e. the رئيس الاتحاد السويسري, in the constitutional customary one-year period from 1 January to 31 December 2013 and 1 January to 31 December 2019. From 1 January to 31 December 2012 and 1 January to 31 December 2018, he was the deputy chairperson of the Federal Council, or Vice President of Switzerland.
19. ↑  Was رئيس وزراء السنغال [الإنجليزية] from 21 April 2004 to 19 June 2007
20. ↑  Was قائمة رؤساء جزر القمر (de facto leader of the Comoros) from 30 April 1999 to 6 May 1999, قائمة رؤساء جزر القمر of the Comoros from 6 May 1999 to 21 January 2002, then the elected President from 6 May 2002 to 26 May 2006.
21. ↑  كان رئيس وزراء سلوفينيا من 21 نوفمبر 2008 إلى 10 فبراير 2012
22. ↑  Was رئيس وزراء جمهورية مرتفعات قرة باغ from 14 September 2007 to 25 September 2017. The country was called the Republic of Nagorno-Karabakh until 10 March 2017.
23. ↑  The المجلس الفدرالي السويسري is a collective seven-member head of state. Since 1 January 2020, Sommaruga is the incumbent chairperson of the Federal Council, i.e. the رئيس الاتحاد السويسري. Sommaruga previously served as chairperson of the Federal Council, or President, in the constitutional customary one-year period from 1 January to 31 December 2015. From 1 January to 31 December 2014 and 1 January to 31 December 2019, she was the deputy chairperson of the Federal Council, or Vice President of Switzerland.
24. ↑  Trọng has been the رئيس فيتنام since 23 October 2018. Under the نظام الحزب الواحد, the position of General Secretary [الإنجليزية] of the الحزب الشيوعي الفييتنامي is a more important and powerful position than the Presidency of Vietnam.
25. ↑  Was Prime Minister of the جمهورية الجبل الأسود (1992–2006) from 15 February 1991 to 5 February 1998, both Prime Minister and President of the Republic of Montenegro from 15 January 1998 to 5 February 1998, President of the Republic of Montenegro from 15 January 1998 to 25 November 2002, Prime Minister again from 8 January 2003 to 10 November 2006; then Prime Minister of الجبل الأسود from 29 February 2008 to 29 December 2010 and 4 December 2012 to 29 November 2016. Montenegro became independent on 3 June 2006 by seceding from صربيا والجبل الأسود.

## وصلات خارجية
- Rulers.org قائمة الحكام في كل الأوقات والأماكن